# St. Louis Arena

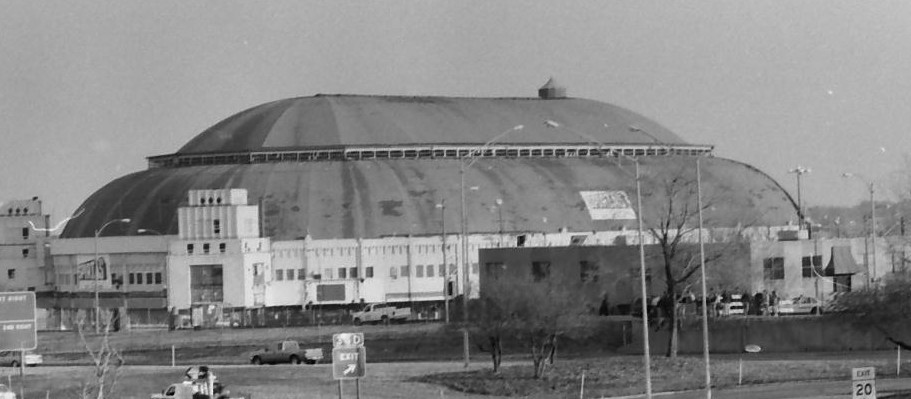
St. Louis Arena, 27 de febrero de 1999.

Saint Louis Arena (también conocida como Checkerdome 1977-1983), fue una arena techada ubicada en Saint Louis, Misuri desde 1929 hasta 1999.
La arena fue constantemente remodelada desde que fue inaugurada, al comienzo tenía una capacidad para 15 000 personas, a comienzos de 1967 12 000 personas, en algún momento logró tener capacidad para 20 000 personas.
La arena fue demolida el 27 de febrero de 1999.
- Datos: Q3495282
- Multimedia: St. Louis Arena / Q3495282